# Enugu (Nigeria)
Enugu ist die Hauptstadt des Bundesstaats Enugu in Nigeria mit 749.235 Einwohnern (Berechnungsstand 2012). Das Ballungszentrum weist eine Bevölkerung von 914.185 Einwohnern auf.

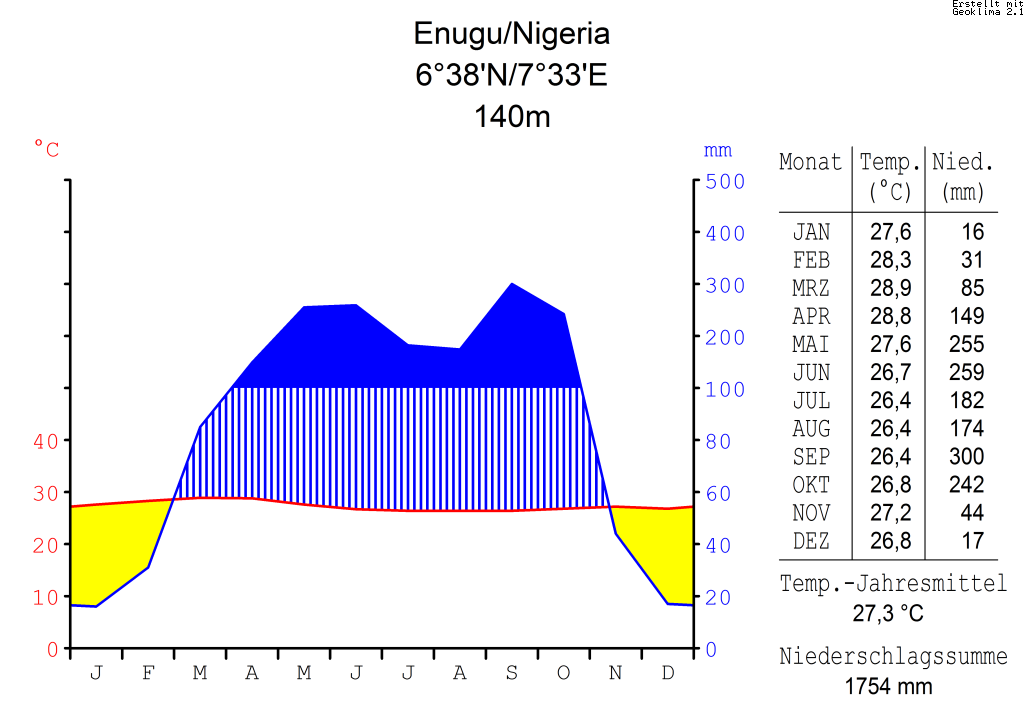
Klimadiagramm Enugu

## Geografie
Die Stadt liegt im Südosten von Nigeria am Fuße der Udi Hills und erstreckt sich auf einer Fläche von 113 km².

## Geschichte
Der Ort wurde 1909 gegründet, nachdem in der Nähe Kohlelagerstätten entdeckt worden waren. Enugu wurde nach der Fertigstellung der Eisenbahnstrecke nach Port Harcourt im Jahre 1912 zum Verwaltungszentrum ernannt. Das römisch-katholische Bistum Enugu wurde 1962 eingerichtet.
Enugu wurde schon bei der Unabhängigkeit 1960 zur Hauptstadt der Region „East“. Diese Region wurde 1967 aufgespalten in drei Bundesstaaten, Enugu war jetzt Hauptstadt von „East Central“. Am 3. Februar 1976 wurde auch dieser Bundesstaat in zwei Teile aufgespalten, Enugu wurde Hauptstadt des Bundesstaates Anambra. Am 27. August 1991 wurde auch dieser geteilt, Enugu ist seitdem Hauptstadt des gleichnamigen Bundesstaates Enugu, der andere Teil heißt weiter Anambra, jetzt mit der Hauptstadt Awka.
Vom Mai 1967 bis Januar 1970 war Enugu außerdem die offizielle Hauptstadt des von Nigeria abtrünnigen Bundesstaates Biafra. Ihre Funktion als Regierungssitz konnte sie allerdings nach der Einnahme der Stadt im Oktober 1967 durch nigerianische Truppen nicht mehr erfüllen.

## Wirtschaft
Enugu ist ein bedeutendes Kohlebergbau- und Handelszentrum im gleichnamigen Bundesstaat. Es werden pharmazeutische Produkte, Stahl, Töpferwaren, Dachziegel, Asbest, Zement, Maschinen und Erdölprodukte hergestellt.
Die Stadt ist Sitz der Godfrey Okoye Universität und des im Jahre 1973 eröffneten Instituts für Management und Technologie.
Enugu verfügt mit dem Akanu Ibiam International Airport (IATA-Flughafencode: ENU, ICAO-Flughafencode: DNEN) über einen Flughafen. Dieser wird hauptsächlich für nationale Verbindungen genutzt, die einzige internationale Linie ist mit Ethiopian Airlines von Enugu nach Addis Abeba.

## Religion
Enugu ist seit 1972 Sitz des römisch-katholischen Bistums Enugu. Es hat das größte Priesterseminar Nigerias, das 1924 eröffnete Bigard Memorial Seminary, das zurzeit von Albert Okey Ikpenwa geleitet wird. Hauptkirche des Bistums ist die Holy Ghost Cathedral. In Enugu befindet sich die Ordensleitung des römisch-katholischen Ordens Daughters of Divine Love. 

## Sport
Das Nnamdi-Azikiwe-Stadion in Enugu weist eine Kapazität von 25.000 Plätzen auf. Es ist die Spielstätte der Enugu Rangers. Diese spielen in der ersten nigerianischen Fußballliga und sind aus dieser noch nie abgestiegen.

## Persönlichkeiten

### Söhne und Töchter der Stadt
- Geoffrey Onyeama (* 1956), Diplomat
- Tony Mmoh (* 1958), Tennisspieler
- Tony Nwachukwu (* 1959), Künstler
- Christian Okoye (* 1961), Footballspieler und Leichtathlet
- Odili Donald Odita (* 1966), Maler und Installationskünstler
- Amaechi Ottiji (1969–2004), Fußballspieler
- Jay-Jay Okocha (* 1973), Fußballspieler
- Chika Unigwe (* 1974), belgische Schriftstellerin und Literaturwissenschaftlerin
- Festus Agu (* 1975), Fußballspieler
- Adaobi Tricia Nwaubani (* 1976), Schriftstellerin
- Christian Okpala (* 1976), Fußballspieler
- Chimamanda Ngozi Adichie (* 1977), Schriftstellerin
- Lucy Ogechukwu Ejike (* 1977), paralympische Powerlifterin
- Emeka Ogboh (* 1977), Video-, Klang- und Eat-Art-Künstler
- Kenneth Zeigbo (* 1977), Fußballspieler
- Henry Onwuzuruike (* 1979), Fußballspieler
- John Utaka (* 1982), Fußballspieler
- Peter Utaka (* 1984), Fußballspieler
- Chinedu Obasi (* 1986), Fußballspieler
- Edward Ofere (* 1986), Fußballspieler
- Solomon Okoronkwo (* 1987), Fußballspieler
- Nduka Ozokwo (* 1988), Fußballspieler
- Blessing Ibrahim (* 1992), Dreispringerin
- Chikeluba Ofoedu (* 1992), Fußballspieler
- Ebere Orji (* 1992), Fußballspielerin
- Chidozie Awaziem (* 1997), Fußballspieler

### Weitere mit der Stadt verbundene Persönlichkeiten
- Michael Ugwu Eneja (1919–2008), Bischof von Enugu
- Cyprian Ekwensi (1921–2007), Schriftsteller
- Albert Kanene Obiefuna (1930–2011), Lehrer und Rektor am Priesterseminar Bigard Memorial Seminary in Enugu
- Anthony Okonkwo Gbuji (* 1931), Bischof von Enugu
- Obiora Ike (* 1956), Generalvikar im Bistum Enugu
- Callistus Valentine Onaga (* 1958), Bischof von Enugu
- Okwui Enwezor (1963–2019), Kurator und Autor